# Myriophyllum ussuriense
Myriophyllum ussuriense là một loài thực vật có hoa trong họ Haloragaceae. Loài này được Maxim. miêu tả khoa học đầu tiên năm 1874.